# Chiesa di Sant'Antonio fuori le mura
La chiesa di Sant'Antonio fuori le mura, o Sant'Antonio fuori Porta Barete, è un edificio religioso dell'Aquila sito appena fuori dalla cinta muraria, in corrispondenza di Porta Barete. Nel 1902 è stata inserita nell'elenco dei monumenti nazionali italiani.

## Storia
Il complesso di Sant'Antonio nacque, prima della fondazione dell'Aquila, come ospedale per i viandanti che percorrevano la via Claudia Nova (dal medioevo, via degli Abruzzi). La costruzione venne promossa dai canonici regolari di Sant'Antonio di Vienne, popolarmente chiamati i «cavalieri del fuoco sacro», che gli diedero l'attuale denominazione. La chiesa propriamente detta è invece datata al XII secolo, venendo così catalogata come una delle più antiche chiese cittadine.
Nella sua conformazione originaria, la chiesa costituiva un unico aggregato con il convento e l'ospedale adiacente; la facciata non era quella attuale ma corrispondeva al prospetto occidentale, essendo rivolta direttamente al chiostro del convento. Come riportato dallo storico Anton Ludovico Antinori, l'odierno portale principale venne realizzato nel 1308-1309 quale accesso laterale alla chiesa.
Probabilmente il complesso cadde in disuso con l'apertura di un'analoga costruzione all'interno di Porta Barete; il convento fu soppresso nel 1409, mentre l'ospedale cessò di essere funzionante nel XVI secolo. La chiesa continuò a esistere ma rimase gravemente danneggiata dal terremoto dell'Aquila del 1703, venendo poi ricostruita nel nuovo stile barocco. Danneggiata anche dal terremoto dell'Aquila del 2009, la chiesa è stata riaperta al dopo i lavori di restauro e consolidamento nel gennaio del 2023.

## Descrizione
Sant'Antonio fuori le mura è collocato nell'omonima località alla periferia dell'Aquila, in corrispondenza dell'incrocio tra la strada statale 17 per Rieti e Roma («via di Rieti») e la strada statale 80 per Amatrice e Teramo («via dell'Amatrice»). La posizione della chiesa è inoltre in corrispondenza dell'accesso cittadino di porta Barete, distante circa 900 metri.
Della chiesa originaria rimane oggi esclusivamente l'attuale facciata con l'apparecchio aquilano (muratura in pietra) del XII secolo — che in antichità costituiva il prospetto laterale, come intuibile dalle falde del tetto — e l'elegante portale in stile romanico ad essa aggiunto agli inizi del XIV secolo. Proprio quest'ultimo rappresenta senza dubbio l'elemento stilistico più rilevante dell'intero complesso, descritto da Carlo Ignazio Gavini come «un caposaldo della storia artistica aquilana»: si tratta di un portale con arco a tutto sesto, caratterizzato da una coppia di colonnine semplici ed una di colonnine tortili, con capitelli ed architrave riccamente decorati su cui campeggia la data del 1308. Per datazione e stile, è riferibile al coevo portale della chiesa di Santa Maria Paganica e reca in sé alcune caratteristiche formali tipiche del romanico lombardo.
Dal punto di vista storico, vista la presenza della data scolpita, il portale di Sant'Antonio ha permesso di datare un folto gruppo di portali che presentano caratteristiche simili — si citano ad esempio gli accessi di Santa Giusta, San Marco, San Nicola d'Anza (oggi sulla chiesa di Santa Maria extra moenia di Antrodoco), San Quinziano, San Silvestro — e, in alcuni casi, le rispettive facciate, di conseguenza tutte riferibili ai primi anni del XIV secolo.
All'interno, la chiesa presenta un impianto molto semplice caratterizzato da un'unica aula rettangolare cui si collega il vano absidale, quest'ultimo voltato a botte; la conformazione originaria prevedeva invece, con ogni probabilità, una pianta a croce greca. L'impianto, rinnovato nel XVIII secolo, presenta analogie con le concittadine Santa Maria degli Angeli e Santa Maria del Guasto.